# Ko Jae-hyeon
Ko Jae-hyeon (고재현?; Daegu, 5 marzo 1999) è un calciatore sudcoreano, attaccante del Daegu.

## Caratteristiche tecniche
È un esterno destro.

## Carriera

### Club
Ha giocato nella prima divisione sudcoreana.

### Nazionale
Con la nazionale Under-20 sudcoreana ha preso parte al Campionato mondiale di calcio Under-20 2019.